# Hughie Fury
Hughie Lewis Fury (ur. 18 września 1994 w Stockport) – brytyjski pięściarz, były pretendent do tytułu mistrza świata wagi ciężkiej.

## Początki
Swój największy sukces w karierze amatorskiej osiągnął w 2012 roku podczas młodzieżowych mistrzostw świata w Erywaniu, na których wywalczył złoty medal.

## Kariera zawodowa
Zawodową karierę rozpoczął w wieku zaledwie 18 lat. 22 marca 2013 roku w Montrealu, w pierwszym zawodowym pojedynku, pokonał przez TKO w 2 rundzie Davida Whittoma (11-19-1).
Po czternastu zawodowych zwycięstwach z rzędu, zawalczył 21 lutego 2015 roku w Monako z groźnym Andriejem Rudenką (24-1). Dla 20-letniego wówczas Fury'ego miał to był najpoważniejszy test w dotychczasowej karierze. Ostatecznie wygrał tę walkę na punkty (98-92, 98-91, 97-92).
26 marca 2016 roku w Wembley Arena w Londynie zmierzył się z doświadczonym Dominicem Guinnem (35-10-1). Wygrał wysoko na punkty (100-90).
30 kwietnia 2016 roku w Copper Box Arena w Londynie podjął Kameruńczyka Freda Kassiego (18-4-1). Stawką pojedynku był tytuł WBO Inter-Continental. Walka miała dość wyrównany przebieg, ale ostatecznie została przerwana ze względu na kontuzję oka Brytyjczyka. Sędziowie podliczyli więc punkty, i wskazali na wygraną Fury'ego w stosunku 69-66, 70-64, 69-65.
23 września 2017 roku w Manchesterze zawalczył o tytuł zawodowego mistrza świata federacji WBO w wadze ciężkiej z Josephem Parkerem (23-0, 18 KO). Przegrał tę walkę dwa do remisu (110-118, 110-118, 114-114), nie zdobywając mistrzowskiego pasa.
12 maja 2018 na Macron Stadium w Bolton pokonał przez techniczny nokaut w piątej rundzie mistrza Wielkiej Brytanii Sama Sextona (24-4, 9 KO).
31 sierpnia 2019 w O2 Arenie w Londynie przegrał jednogłośnie na punkty (3x 117-111) walkę o pas WBA International z Aleksandrem Powietkinem (35-2, 24 KO).